# 里塔·马尔科
里塔·马尔科（1920年2月17日—2018年6月15日），是阿尔巴尼亚的政治家、党和国家领导人，阿尔巴尼亚劳动党中央政治局委员，阿尔巴尼亚工业部部长、议会第8任主席。1991年12月被捕。1994年接受审判，被判处有期徒刑8年。1995年获特赦。